# LGBT+ Rights Ghana
LGBT+ Rights Ghana (español: Derechos LGBT+ Ghana) es una organización ghanesa que aboga por los derechos LGBT en Ghana. La organización ha participado en algunas formas de activismo, incluida la creación de la Ghana Gay Blackmail List (español: Lista de Chantaje Gay de Ghana) para combatir el chantaje y la extorsión de hombres homosexuales. En 2021, la organización abrió su oficina en Acra, lo que provocó la oposición de las organizaciones anti-LGBT de Ghana y de algunos sectores de la sociedad. El director ejecutivo de LGBT+ Rights Ghana es Alex Kofi Donkor.

## Activismo
LGBT+ Rights Ghana se fundó en 2018 como un blog de ciberactivismo. En 2020, creó una página en las redes sociales llamada Ghana Gay Blackmail List para luchar contra el chantaje y la extorsión a homosexuales, catalogando los incidentes de chantaje y proporcionando un enlace para que las personas LGBT que hayan sido chantajeadas puedan presentar denuncias. Alex Kofi Donkor, director ejecutivo de LGBT+ Rights Ghana, declaró que la página se creó después de que muchos ghaneses LGBT fueran agredidos, amenazados a punta de pistola y robados por chantajistas, pero no recibieran ninguna ayuda de la policía.
En 2021, LGBT+ Rights Ghana inauguró su oficina en Acra e invitó a diplomáticos, celebridades, activistas y personas LGBT+ al acto que también tenía como objetivo recaudar fondos. Este acto causó oposición por parte de organizaciones anti-LGBT, que pidieron al gobierno que clausurara la organización y solicitaron al inspector general de policía que detuviera a todas las personas relacionadas con la organización. Como respuesta, LGBT+ Rights Ghana emitió una declaración en la que declaraba que las personas LGBT de Ghana tienen derecho a los derechos humanos, incluida la libertad de asociación. El 25 de febrero, su centro fue cerrado por la policía.
En marzo de 2021, la organización condenó la petición pública de criminalizar el activismo por los derechos LGBT en Ghana.
En junio de 2022, vallas publicitarias de LGBT+ Rights Ghana fueron retiradas, y algunos parlamentarios las catalogaron como delictivas. La organización prometió emprender acciones legales contra el retiro de las vallas.